# Granitsymposion
Das Granitsymposion Milevsko fand in den Jahren 1992 bis 1996 in der südböhmischen Stadt Milevsko, Tschechien, statt. Es war ein Nationen übergreifendes Symposion, das als Teil der so genannten Symposionsbewegung verstanden werden kann, das erstmals als Bildhauersymposion St. Margarethen in Österreich unter Federführung von Karl Prantl im Jahre 1959 stattfand. Alle Symposien in Milevsko fanden unter Beteiligung internationaler Bildhauer statt.

## Organisation
Die Bildhauer verwenden Granit, den sie in einem Steinmetzbetrieb in Prilepov bei Milevsko bearbeiten. Der verwendete Granit, stammt aus einem Steinbruch bei Milevsko aus Štepanovice bei České Budějovice und war für den Steinmetzbetrieb nicht von wirtschaftlichem Interesse. 
Die Skulpturen befinden sich im Park Bazantnice in Milevsko und in Stromovka in Ceske Budejovice. Die Granitsymposien erfuhren Unterstützung des Stadtmuseums und des Kulturvereins von Milevsko sowie des Ministeriums für Kultur der Tschechischen Republik, der Stadt Milevsko und weiterer Sponsoren. 

## Teilnehmer

### 1992
Das erste Granitsymposion fand in Eigeninitiative der beteiligten Bildhauer statt und erfuhr keinerlei Förderung. Den Granit für die Skulpturen spendete die Steinmetzfirma und die Werke befinden sich im Eigentum der Bildhauer.
| - Josef Andrle, Tschechien - Jaroslav Hanak, Deutschland | - Karel Konecny, Tschechien - Pavel Opocensky, Tschechien | - Keiji Yamaya, Japan |

### 1993
Ab diesem Zeitraum erhielt das Bildhauersymposion finanzielle Unterstützung durch öffentliche Instanzen und Sponsoren und seit 1993 wurden die Skulpturen im Bazantnice (Pheasantry) Park in Milevsko und in the Park of Stromovka in Ceske Budejovice ausgestellt. An dem Symposion im Jahre 1993 nahmen nachfolgende Bildhauer teil:
| - Josef Andrle, Tschechien - Kang Jinmo, Südkorea | - Karel Konecny, Tschechien - Pavel Opocensky, Tschechien | - Werner Ratering, Deutschland - Jan Stolin, Tschechien | - Martin Zet, Tschechien |

### 1994
Im Jahre 1994 beteiligten sich am Symposion folgende Bildhauer:
| - Zdenek Hula, Tschechien - Jiri Kacer, Tschechien | - Rony Plesl, Tschechien - Erich Reischke, Deutschland | - Gennadi Woronow, Russland |

### 1995
Erneut fand im Jahre 1995 ein Granitsymposion statt:
| - Domenico Borelli, Italien - Václav Gatarik, Deutschland | - Peter Paszkiewicz, Österreich - Shinji Sakai, Japan | - Hirito Sakamoto, Japan (sein Werk ist im Kulturzentrum von Milevsko ausgestellt) - Jiří Seifert, Tschechien | - Michal Skoda, Tschechien |

### 1996
Das Granitsymposion in Milevsko fand im Jahre 1996 letztmals statt:
| - Kurt Gebauer, Deutschland - Edward Luyen, Niederlande | - Udo Westermeyer, Deutschland |